# Não é Sério
"Não É Sério" é o segundo single do álbum Nadando com os Tubarões, da banda brasileira de rock Charlie Brown Jr.. A canção conta com a participação da cantora Negra Li.
A música, que traz uma forte crítica à maneira como a mídia retrata os jovens, abriu as portas do mercado para a cantora Negra Li.
Sobre sua participação na música, Negra Li fez o seguinte comentário:
| “ | "Chorão me chamou para gravar em um rap que ele tinha feito. Me mandou uma fita, mas eu não consegui escrever nada. No final da mesma fita tinha a música 'Não É Sério'. Ouvi aquilo e tinha um solo de guitarra e comecei a rimar em cima, escrevi na hora. No dia de entrar no estúdio para gravar, ele me perguntou se eu tinha escrito aquele rap. Eu respondi que não, mas que tinha feito uma letra para outra música que estava na fita. Ele nem lembrava que 'Não É Sério' estava naquela fita. O problema é que ela já estava finalizada, já estava mixada e masterizada. Mesmo assim, pedi para mostrar. O Chorão curtiu e 'abriu' a gravação de novo para eu cantar em cima do solo de guitarra. Foi a oportunidade da minha vida." | ” |

## Na mídia
- A canção foi tema do personagem Lucas (Guilherme Bernard) na novela “Começar de Novo”, de 2004[5].

## Desempenho nas Paradas de Sucesso
| Ano  | Single                         | Charts      | Charts         | Charts       | Charts    | Charts        | Charts | Charts | Álbum                   |
| Ano  | Single                         | BRA Hot 100 | BRA Hit Parade | BRA Year End | Bill. BRA | Bill. Pop BRA | HSPN   | POR    | Álbum                   |
| ---- | ------------------------------ | ----------- | -------------- | ------------ | --------- | ------------- | ------ | ------ | ----------------------- |
| 2000 | "Não é Sério" (feat. Negra Li) | 1           | 1              | 52           | —         | —             | 7      | 42     | Nadando com os Tubarões |

## Prêmios e indicações
| Ano  | Prêmio                 | Categoria                | Resultado | Ref.  |
| ---- | ---------------------- | ------------------------ | --------- | ----- |
| 2001 | MTV Video Music Brasil | Fotografia em Videoclipe | Indicado  | [ 6 ] |

## Regravações
- O Charlie Brown Jr. regravou esta música em mais 2 oportunidades. No álbum Acústico MTV - Charlie Brown Jr., de 2003, a música ainda conta com a participação da cantora Negra Li. Já no álbum Música Popular Caiçara (Ao Vivo), a música conta com a participação do vocalista Marcelo Falcão, da banda O Rappa.